# Coupe Banque Nationale 2014
Coupe Banque Nationale 2014 — тенісний турнір, що проходив на закритих Тенісний корт з килимовим покриттям. Це був 22-й за ліком Tournoi de Québec і перший де спонсором був National Bank of Canada. Належав до турнірів International у рамках Туру WTA 2014. Відбувся в PEPS de l'Université Laval у Квебеку (Канада). Тривав з 8 до 14 вересня 2014 року.

## Очки і призові

### Нарахування очок
| Дисципліна       | П   | Ф   | ПФ  | ЧФ | 1/8 | 1/16 | Q   | Q2  | Q1  |
| Одиночний розряд | 280 | 180 | 110 | 60 | 30  | 1    | 18  | 12  | 1   |
| Парний розряд    | 280 | 180 | 110 | 60 | 1   | Н/Д  | Н/Д | Н/Д | Н/Д |

### Призові гроші
| Дисципліна       | П       | Ф       | ПФ      | ЧФ     | 1/8    | 1/16*  | Q2     | Q1   |
| Одиночний розряд | $43,000 | $21,400 | $11,500 | $6,175 | $3,400 | $2,100 | $1,020 | $600 |
| Парний розряд†   | $12,300 | $6,400  | $3,435  | $1,820 | $960   | Н/Д    | Н/Д    | Н/Д  |

↑ 
↑ 

## Учасниці основної сітки в одиночному розряді

### Сіяні пари
| Країна     | Гравчиня               | Рейтинг1 | Посіяний |
| ---------- | ---------------------- | -------- | -------- |
| США        | Вінус Вільямс          | 20       | 1        |
| Хорватія   | Айла Томлянович        | 55       | 2        |
| Франція    | Крістіна Младенович    | 73       | 3        |
| США        | Шелбі Роджерс          | 86       | 4        |
| Німеччина  | Юлія Гергес            | 94       | 5        |
| Португалія | Мішель Ларшер де Бріту | 104      | 6        |
| США        | Анна Татішвілі         | 108      | 7        |
| Угорщина   | Тімеа Бабош            | 114      | 8        |

- 1 Рейтинг подано станом на 25 серпня 2014

### Інші учасниці
Нижче наведено учасниць, які отримали вайлдкард на участь в основній сітці:
- Франсуаз Абанда[5]
- Стефані Дюбуа
- Вінус Вільямс

Учасниця, що потрапила в основну сітку завдяки захищеному рейтингові:
- Татьяна Марія

Нижче наведено гравчинь, які пробились в основну сітку через стадію кваліфікації:
- Саманта Кроуфорд
- Барбора Крейчикова
- Саназ Маранд
- Тереза Мартінцова
- Ейжа Мугаммад
- Ольга Савчук

### Відмовились від участі
До початку турніру
- Джулія Босеруп → її замінила  Алізе Лім
- Марина Еракович → її замінила  Андреа Главачкова
- Клер Феерстен → її замінила  Сачія Вікері
- Медісон Кіз → її замінила  Роміна Опранді
- Аллі Кік → її замінила  Луціє Градецька
- Александра Возняк (травма правого плеча) → її замінила  Паула Канія[6]

## Учасниці основної сітки в парному розряді

### Сіяні пари
| Країна    | Гравчиня           | Країна   | Гравчиня            | Рейтинг1 | Посіяний |
| --------- | ------------------ | -------- | ------------------- | -------- | -------- |
| Угорщина  | Тімеа Бабош        | Франція  | Крістіна Младенович | 29       | 1        |
| Німеччина | Юлія Гергес        | Чехія    | Андреа Главачкова   | 45       | 2        |
| Чехія     | Луціє Градецька    | Хорватія | Міряна Лучич-Бароні | 86       | 3        |
| Канада    | Габріела Дабровскі | Польща   | Паула Канія         | 149      | 4        |

- 1 Рейтинг подано станом на 25 серпня 2014

### Інші учасниці
Нижче наведено пари, які отримали вайлдкард на участь в основній сітці:
- Аян Брумфілд /  Марія Патраску
- Соня Молнар /  Шарлотт Петрік

## Переможниці та фіналістки

### Одиночний розряд
Міряна Лучич-Бароні —  Вінус Вільямс, 6–4, 6–3

### Парний розряд
Луціє Градецька /  Міряна Лучич-Бароні —  Юлія Гергес /  Андреа Главачкова, 6–3, 7–6(10–8)